# Golden Lion FC
El Golden Lion FC es un equipo de fútbol de Martinica que juega en el Campeonato Nacional de Martinica, la primera división nacional.

## Historia
Fue fundado en el año 1970 en la ciudad de Saint-Joseph, Martinica y en su historia cuenta con tres campeonatos nacionales y cuatro copas nacionales desde que participara en la primera división por primera vez en la temporada 2009/10.
En 2023 se clasifican para la Copa de Francia dónde fueron goleados por el Lille 12-0.

## Palmarés
- Campeonato Nacional de Martinica: 5

2014/15, 2015/16, 2020/21, 2021/22, 2022/23
- Copa de Martinica: 3

2015/16, 2018/19, 2022-23
- Trofeo Yvon Lutbert: 2

2015, 2016

## Participación en competiciones de la Concacaf
| Temporada | Torneo                         | Ronda          | Club                  | Casa | Visita | Global   |
| --------- | ------------------------------ | -------------- | --------------------- | ---- | ------ | -------- |
| 2022      | CONCACAF Caribbean Club Shield | Fase de grupos | SV Deportivo Nacional | 8-0  | 8-0    | 2° Lugar |
| 2022      | CONCACAF Caribbean Club Shield | Fase de grupos | Inter Moengotapoe     | 3-4  | 3-4    | 2° Lugar |